# ヴィラール・ド・オヌクール

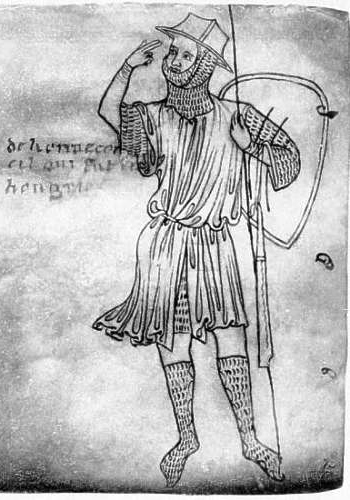
15世紀の加筆により自画像とされた絵（#図版3参照）。（1230年頃）

ヴィラール・ド・オヌクール（Villard de Honnecourt（慣用。フランス語）。Ulardus d' hunecort、Wilars dehonecortとも、生没年不詳）は、13世紀のフランスの建築家、芸術家。
建築関連分野の人物による、ゴシックを扱った中世最古の現存する文献、通称『画帖（アルバム、スケッチブック）』の作者としてその名が残っている。この『画帖』は美術、建築のみならず動植物や機械など、その採録図柄の広さからゴシックのエンサイクロペディアとも評される。
ヴィラール自身は一次資料が『画帖』しか存在しないゆえに、その出自や職業は研究者たちの推測に拠ってなされているのみである。本項目では前半でヴィラール本人について、後半では『画帖』について解説する。
なお、日本語ではヴィラール・ドヌクールと表記される場合もあるが、本項では以降ヴィラールのみの表記で統一する。

## 生涯
生年は明らかではないが、12世紀の末ごろにカンブレーの南、オヌクールに生まれ、近隣のヴォーセル (en:Vaucelles)のシトー会修道院で建築家としての教育を受けたと考えられている。ヴィラールが著したとされる『画帖』に描かれた幾何学などの知識はシャルトルやパリの大学で学んだかもしれない。その後はヨーロッパの各地を遍歴し、またいくつかの聖堂の工事に携わったと目されている。訪れた土地は『画帖』に残された各地の聖堂平面図や図像に併記されたキャプションなどから推測されたもので、ランス、ラン、シャルトル、モーなどフランス国内各地、さらにはローザンヌや、ドイツを経由してハンガリーにも行ったと見られる。ハンガリー行きはランス滞在中に招待を受け、幾日も滞在したと『画帖』にも記されている。恐らくカンブレーでは大聖堂建築に携わったであろうと広く考えられており、ハンガリーのコシツェの聖エリザベート大聖堂（英語版）を建設した、あるいは関与したという見解もある。一方で、このハンガリーの聖堂については建設年代との整合性に疑問が指摘され、むしろマリボルのかつての聖堂ではないかとも考えられている。1242年より前にハンガリーから戻り、サン＝カンタンにおける教会堂建築の現場にて、建築作業で使う小屋の建設作業を請け負った可能性が高い。
このような遍歴の中で興味を抱いた建築物、彫刻や動植物などを将来の参考にしようとメモしたものが『画帖』であり、この作業は早ければ1220年ごろ、遅くとも1230年ごろに始められ、1200年代の中ごろに一旦の完成をみたと考えられている。
ヴィラールに限らず当時の建築家全般の特徴ともされるが、『画帖』に見られるように彼の興味の範囲は建築のみならずデザイン、幾何学、工学、薬学など幅広かった。また、次世紀に発達するギルドとは違ってヴィラールはこれらの知識を特に秘匿しようとはせず、次世代への教科書として参照してもらおうという意図があったように考えられている。
死去の年代もはっきりとしないが、13世紀中ごろに『画帖』を残して死去したと考えられている。

## 画帖、スケッチブック、アルバム
ヴィラール・ド・オヌクールの『画帖』とは、羊皮紙に手書きで記された13世紀の書物であり、パリの国立図書館に現存している。
外観は雌ブタの革カバーをつけて（おそらく）13世紀に装丁されたもので、中身はいくつかの葉（folio。ページを表裏にもつ1枚）が落丁していたり、後世の落書きが加筆されていたりと、当初の完全な姿は留めていない。数枚の羊皮紙をまとめて二つ折にしたものを6セットあわせて（各セット枚数は一定しない）閉じあわされている。現存しているのは33葉で、各ページには図柄と説明文が雑多に記されている。
各ページは21ｘ14センチの縦長。1ページに1つの図柄という構成の場合もあれば、1ページにいくつかの図柄が説明文とともに記されていたり、場合によっては上下が逆転していたり、説明文に相当する図が存在しないケースや、説明文のみで構成されるページも見られる。図柄は単色によるフリーハンドの線画がほとんどで、一部コンパスを使用したと見られるものや、グラデーションを用いた表現も用いられる。図面や幾何学図形などで正方形を意図したと思われる四角形でも正確な正方形でなかったりする。人物像などに見られる衣服のひだの表現は非常に丁寧に描かれており特徴のひとつとされている。
表紙にタイトルがないので、『画帖』、『アルバム (album)』、『スケッチブック (sketchbook)』などと呼ばれている。以下にその来歴および研究の経過と、次いで内容について記載する。

### 来歴および研究
上述したように13世紀に作成されたと考えられる『画帖』であるが、当初54-60葉またはそれ以上あったと考えられるものの、現存しているのは33葉にとどまる。『画帖』に残された筆跡から、幾人かの人物が時代ごとに所有したと見られる。それらによればまずヴィラールの死後、「マスター2」、「マスター3」と呼ばれる名無しの工匠に引き継がれ1270 - 1280年ごろまでにいくつかの加筆を受けた。その後15世紀になってJ・マンセルという人物の手を経て、フェリビアン家の所蔵になったと考えられている。#図版1に1482年または1483年の年代表記とともに、『画帖』を先祖伝来のものであり、その先祖が著したかのように装う説明文が追加されているためである。その後18世紀の初め頃にサン＝ジェルマン＝デ＝プレ修道院に寄付された。修道院はフランス革命で消失してしまった部分が多いが、『画帖』は被災を免れ国の管理下に入った。
1849年、J・キシュラ (Quicherat) が、以前にサン＝ジェルマン＝デ＝プレ修道院に所蔵されていた文書の山の中から『画帖』に目をつけ、論文にまとめて発表した。この論文は反響を呼び、J・B・A・ラシュス (Lassus) は『画帖』の全図版を手作業で複写し解説を加えた書籍を出版した。ラシュスによる書籍は正確な模写という評価をされている。20世紀になってからは、出版後にヴィラール・ド・オヌクールに関する研究の定本とされるようになる書籍をH・R・ハーンローザー (Hahnloser)が1935年に出版した。ハーンローザーのこの書籍は原寸写真を用いたものである。その後も1959年にはアメリカにおいてT・ボウイによる複写版などにも全図版が載り、広く知られるようになった。1972年にハーンローザー本の増補・改訂版も出版されている。2006年時点での最新版は、1986年にストック社から出版されたもので、これも原寸写真が載っている。ちなみにこれら図表の複写精度であるが、各書に若干の誤差も見られる。なお、原本は本節冒頭でも述べたようにパリ国立図書館に収蔵されているが、一般には閲覧できない。研究者の藤本康雄は1993年度の科研の報告書で「国立図書館秘蔵のヴィラールの画帖原本閲覧の念願が遂に叶った」と報告している。
日本における初出はおそらく『建築工匠史』の翻訳本に概要が紹介された時点であろうと考えられ、その後もしばらくは全図版の収録された和書は出現しなかった。全図版の採録された書籍が出版されたのは1972年であった。その後も研究書が出版されており、大学の授業で言及されるケースもある。

### 画帖の内容
以下に『画帖』の全図版と概要を記載する。詳細は#参考文献および#関連文献を参照。なお、図版の番号（ページ番号）は(藤本 1972)にならったが、同じく参考文献とした(Lassus, Quicherat & Willis 1859)では#図版5をカウントしていないため、この図版以降(藤本 1972)と図版番号がずれている。
| ヴィラール・ド・オヌクールの『画帖』 | ヴィラール・ド・オヌクールの『画帖』 | ヴィラール・ド・オヌクールの『画帖』 | ヴィラール・ド・オヌクールの『画帖』 | ヴィラール・ド・オヌクールの『画帖』 |  |
| 画像                                 | 図版 (page)                          | 葉 (fol.)                            | 主題 - 日本語は(藤本 1972)の表記による。基本的に各ページ左上から順に記載。一部の例外や、多段構成のページにおける図柄の折り返しなどは適宜ガイドを付与する。 | 解説・補足 |  |
| ------------------------------------ | ------------------------------------ | ------------------------------------ | --- | --- |  |
|                                      | 1                                    | 1                                    | ペリカン、司教像、みみずく （中段）かささぎ （下段、右から）悪魔、文字列（解説参照） | 司教像の左に押印されたものはパリ国立図書館の印。下段に書き込まれた文字列は15世紀、フェリビアン家の某により勝手に加筆されたもので、「モンゴニー卿と呼ばれた貴族、アレシス・フェリビアン」なる人物をこの『画帖』の作者であるかのように主張するための文章である。司教像の椅子とかささぎの咥える十字架も加筆箇所。 |  |
|                                      | 2                                    | 1                                    | 文章（上2行が12使徒像の説明、その下がヴィラール・ド・オヌクールの名乗り） （図像左から3人目と4人目）頭巾をかぶった男女、（一番右）逆立ちをする少女、他は12使徒像 | 名乗りの部分でこの書全体の構成に言及しており、かつこの筆跡が他の多くの説明文のそれと一致するためにヴィラール・ド・オヌクールが「主な作者であることは間違いない」とされている。 |  |
|                                      | 3                                    | 2                                    | （右の図から）戦士立像、カタツムリ | 戦士の像の横にフェリビアン家の者による加筆で「ハンガリーにあった、ド・オヌクール」と加筆されている。これもまた根拠のない落書きである。 |  |
|                                      | 4                                    | 2                                    | 十字架のキリスト | キリストの頭上の○の中の模様と、足元の盛り土およびガイコツは後世の加筆と考えられている。 |  |
|                                      | 5                                    | 3                                    | 十字架の一部など | このページはすべて後世の加筆とされる。 |  |
|                                      | 6                                    | 3                                    | 「つまずく傲慢。謙譲」 | この図に示された表題は「マスター3」によるラテン語の加筆。 |  |
|                                      | 7                                    | 4                                    | クマ 白鳥、（右下）天のエルサレム | |  |
|                                      | 8                                    | 4                                    | キリスト教会の勝利 | 12世紀ごろから各地の宗教芸術で見られる図像で、教会を人物に見立てた寓意。通常ユダヤ教会との対比で示される。この場合、ユダヤ教会は目隠しをされ、折れた槍を持った姿などで表現される。 |  |
|                                      | 9                                    | 5                                    | 永久運動の車輪 | 奇数個の木槌が取り付けられた車輪の図。水銀を使うという案も説明文に見られるが、要は勝手に永遠に動き続ける機械（永久機関）を描いたものでレオナルド・ダ・ヴィンチの考えたものと原理的には同じである。実現不可能な装置ではあるが、「工匠達は幾日も論じあった」と下部の説明文にある。 |  |
|                                      | 10                                   | 5                                    | 木の葉模様の顔 x2 （中段）唐草模様の迫石 （下段）一枚ずつの木の葉 x2 | |  |
|                                      | 11                                   | 6                                    | サラセンの墓 | ヴィラールが見たサラセン人の墓であると説明文にあるが、このサラセンという語は異教徒全般を指した用語であり、実際はローマ人の墓であると考えられている。 |  |
|                                      | 12                                   | 6                                    | 大時計の家、竜の飾り文字「S」 | からくり時計の外観と、装飾写本の頭文字の図案を記録したものである。 |  |
|                                      | 13                                   | 7                                    | 朗読台 | 聖書などの写本を置いて読むための書見台とのことで、説明文では「黙示録を読むための（中略）最も良い方法（以下略）」などとしているが、実際どこに書物を置けばいいのか不明な図である。 |  |
|                                      | 14                                   | 7                                    | バッタあるいはイナゴ、猫 （バッタの下）ハエあるいはアブ、（猫の下）トンボ （ハエの左下）ザリガニ （ザリガニの下）犬、迷路（ラビリント） | 迷路はシャルトル大聖堂の床モザイクとも、クレタ島のものを地図から写したとも言われている。 |  |
|                                      | 15                                   | 8                                    | 十字架のキリスト | 祭壇用の飾りを描いたもので、両脇のやや薄い図は15世紀の加筆と考えられている。 |  |
|                                      | 16                                   | 8                                    | 二人の騎士 | 馬上槍試合の騎士にしては軽装な兵士の姿。盾の模様は後世の加筆とされる。 |  |
|                                      | 17                                   | 9                                    | さいころ遊びをする二人の男 （中段左から）ウサギ、イノシシ （下段左）手あぶり器、酒じょうご（タンタラスの杯） | このページは上下逆さに描かれている。 手あぶり器は球形の懐炉のようなもので、図は断面を示している。可動式の輪が組み合わされており、動かしても常に中心（ここに火気を入れる）は水平に保たれる構造になっているという。後年の、船上でも水平を保てる羅針盤や、気圧計を垂直に保つようするための原理である。 酒じょうごはサイフォンを利用した仕掛けによって、酒を入れすぎると二重底になった脚部へ酒が流れ込んでいってしまう構造になっている。イメージは下図を参照されたい。 |  |
|                                      | 18                                   | 9                                    | ランの塔平面 （下段左）小祠、ひげ男の顔 | ラン大聖堂付属の塔の平面図。現在の塔の平面と大体一致する。ヴィラールはこの塔を説明文の中で絶賛している。 |  |
|                                      | 19                                   | 10                                   | ランの塔立面 | 柱の形状などに現在の塔と若干の差異が見られる。ヴィラールの示す図では一番上に尖頭が描かれているが、現在は存在しない。19世紀には一部尖頭が現存していたという。 下図は2012年時点のもので、上部にはヴィラールも描いた牛の像が見られる。 |  |
|                                      | 20                                   | 10                                   | 幼子イエスを抱くマリア （下段）ランスの身廊窓 | 聖母子像である。 身廊窓というのは恐らくランス大聖堂の側廊の窓と考えられている。このランスのスケッチをしていた時期にハンガリーへ招待を受けたと記述されている。 |  |
|                                      | 21                                   | 11                                   | 栄光のキリスト、ドラゴン | キリストとかぶっている男の絵は次ページのものである。 |  |
|                                      | 22                                   | 11                                   | 祭壇のそばに立つ裸の男 | ぼかしの技法が使われている図像。図の主題の意味は不明でゴシック的ではないとされる。 |  |
|                                      | 23                                   | 12                                   | 婦人像 | ソロモンの知恵に登場する婦人のうちの一人。この話は大岡忠相#大岡政談でも類似のエピソードが見られるもので、母親であるとする二人の婦人が一人の子供の所有権をともに主張するのを王がうまく仕切る話。 |  |
|                                      | 24                                   | 12                                   | 腰かけた人物、司教立像 （下段）王侯立像 | 王侯立像は東方の三博士の一人を描いたものではないか、という意見もある。 |  |
|                                      | 25                                   | 13                                   | 王と随臣達 | ヘロデともアグリッパとも言われる。王をアグリッパとし、手前でひざまずいてるのはパウロであるという見方もあるが、ヴィラールは聖人や使徒を裸足の姿で描いているので、靴を履いているようにみえる人物をパウロとして扱うのは間違いかもしれない。 |  |
|                                      | 26                                   | 13                                   | キリスト降架 聖マルコのライオンと聖ルカの牛 | キリスト降架の図像はこの時代においては珍しく、動きの感じられる作風も併せて「先駆的な作品」と評される。 |  |
|                                      | 27                                   | 14                                   | タカ狩りの若い男女 | 左のタカを持った人物が男で他方が女である。身分の高い人物の衣装を身に着けており、ポーズも含め「全体に気品と優雅さの漂う、すぐれた描写」と評される。 |  |
|                                      | 28                                   | 14                                   | 四つに組んだ二人の男 （下段左から）シトー会型平面、カンブレ大聖堂平面 | 取っ組み合いの図は不信、不和の寓意で中世の図像として各地に類例が見られる。 シトー会型、とされている平面図は実在の教会堂の後陣図ではない。ハーンローザーはこの平面を「理想平面 (Ideal planes)」とした。13世紀当時の設計法を示唆する資料として多くの研究者が取り上げた。モリモン修道院などに似ているともされるが、厳密には類似とは断定できず「典型」とまでは言えないともされる。また、となりに図示されたカンブレーの大聖堂と同じ縮尺であると考えられ、小規模な教会堂を意図したものと考えられている。 |  |
|                                      | 29                                   | 15                                   | 二重回廊内陣 （下段）（右記解説参照、モーの聖堂内陣） | 解説文によればヴィラールともう一人ピエール・ド・コルビーなる人物が相談して考案した後陣図である。周歩廊は二重に配され、その周囲には方形と半円形の小祭室が9つも並びその上部はリブヴォールトが架けられているというもので、ぼくらが考えたイカす後陣といったところか。実際はリブヴォールトの不足や、外観の微妙さが指摘されており「問題の多い」平面図である。ラシュスは遊びとして捉える一方で、ハーンローザーは「ゴシックの平面計画手法の代表例」としており、藤本はその両方であろうと述べている。ちなみに放射状祭室に方形の祭室を配置するケースはそれほど多くなく、トゥールニュのサン・フィリベール教会などが例として挙げられる。 モーにあった聖堂平面図であるが、「マスター2」によるラテン語説明文ではサン・ファロン聖堂としている一方でヴィラールによる説明ではサン・ティティエンヌ聖堂と記されている。14世紀に改装されて変わってはいるが、その姿からしてヴィラールの説明が正しい、すなわちサン・ティティエンヌ大聖堂の図と考えられている。 |  |
|                                      | 30                                   | 15                                   | 床モザイク図案、ランスのピア断面 （下段）シャルトルのバラ窓 | 解説文によればハンガリーで見かけた床の装飾を書き留めたとのこと。ランスの柱の断面は正しくない。#図版63のように中央が割れているべきである。 シャルトル大聖堂のバラ窓は現物（右図）とは差異が見られる。 |  |
|                                      | 31                                   | 16                                   | ローザンヌのバラ窓 （下段）腰かけているひげの男 | ローザンヌにあるローザンヌ大聖堂のバラ窓としているが、現物（下図）とは大きな差異が認められる。 |  |
|                                      | 32                                   | 16                                   | 栄光のキリスト | ティンパヌムに用いられることが多い図像。『画帖』の中でも「最も美しい作品の一つ」と評される。 |  |
|                                      | 33                                   | 17                                   | ヴォーセル平面図 （下段）倒れ伏す人物 | 現存していないが、かつてヴォーセルにあったシトー会修道院の教会堂平面。この図を発展させて#図版29を考案したとも考えられている。 「マスター3」による解説文で「イエス」であるとされているが、疑問視されている。 |  |
|                                      | 34                                   | 17                                   | 祭室小屋組、化粧小屋組 （下段左から）側廊小屋組、龕灯 | 一連の小屋組は木工事の方法を示す説明が付与されている。「龕灯」は龕灯というよりはランタンのようなもので、説明文によれば中にロウソクを入れることで上部の穴から明かりがもれ、煙も排出するようになっている、陶製の容器である。 |  |
|                                      | 35                                   | 18                                   | ひげ男の顔、聖母子 （聖母子の下）シカ （下段左から）杖を持つ裸の男の立像、裸の女の立像、支配者、唐棹 | ラシュスは35ページのひげ男をペトロと見ている。 幾何図形をベースとして絵が描かれた一連の図柄は説明文によれば portraiture （形取り、ポルトレイチュール）とヴィラールが呼んでいるもので、ポートレートに連想される肖像のみならず多様な対象を三角形、四角形や円形などの幾何図形を利用して描こうとした。図柄に示された幾何図形は「恣意的なものと見られ」、「大して重要なものではなく、便宜的な図法にすぎない」などとされていたが、十六目方眼を基準とした規則性が指摘された。4ページに渡ってポルトレイチュールが続く。 |  |
|                                      | 36                                   | 18                                   | 五芒星形を含む塔、三角形と馬の頭部、正方形と婦人の顔、円と男の顔 （塔の下半分の右から）三角形と横顔、五芒星形とひげ男の顔 （塔の下、左から）二つの三角形とひげ男の顔、三角形と犬、長方形と手 （中下段、左より）長方形と羊、五芒星形とワシ （最下段左）円弧と二羽のダチョウ | ラシュスは35ページのひげ男をペトロと見ている。 幾何図形をベースとして絵が描かれた一連の図柄は説明文によれば portraiture （形取り、ポルトレイチュール）とヴィラールが呼んでいるもので、ポートレートに連想される肖像のみならず多様な対象を三角形、四角形や円形などの幾何図形を利用して描こうとした。図柄に示された幾何図形は「恣意的なものと見られ」、「大して重要なものではなく、便宜的な図法にすぎない」などとされていたが、十六目方眼を基準とした規則性が指摘された。4ページに渡ってポルトレイチュールが続く。 |  |
|                                      | 37                                   | 19                                   | 頂点を共有した二つの三角形と重なる未完成の二人の人物立像、三角形と前から見た戦士、鎌をかついだ男、逆卍と婦人像 （中上段、左から）五芒星形と二人のホルン吹き、頭巾をつけたタカ匠、正面向きの男の立像 （中下段、左から）正方形と取り組んでる二人の男、三つの円弧で囲まれた二人の力士、八本の輻と騎士 （下段、左から）二つの三角形とやり違いに重ねられた対のライオン、三角形と聖母子像、五芒星形による花、六弁花 | ラシュスは35ページのひげ男をペトロと見ている。 幾何図形をベースとして絵が描かれた一連の図柄は説明文によれば portraiture （形取り、ポルトレイチュール）とヴィラールが呼んでいるもので、ポートレートに連想される肖像のみならず多様な対象を三角形、四角形や円形などの幾何図形を利用して描こうとした。図柄に示された幾何図形は「恣意的なものと見られ」、「大して重要なものではなく、便宜的な図法にすぎない」などとされていたが、十六目方眼を基準とした規則性が指摘された。4ページに渡ってポルトレイチュールが続く。 |  |
|                                      | 38                                   | 19                                   | 逆卍型に図案化された四人の石工、頭部を共有する三匹の魚 （卍の左下から）兜、十六目方眼と人体の組み模様、十六目方眼と人物の顔 （下段）三角形とイノシシ | ラシュスは35ページのひげ男をペトロと見ている。 幾何図形をベースとして絵が描かれた一連の図柄は説明文によれば portraiture （形取り、ポルトレイチュール）とヴィラールが呼んでいるもので、ポートレートに連想される肖像のみならず多様な対象を三角形、四角形や円形などの幾何図形を利用して描こうとした。図柄に示された幾何図形は「恣意的なものと見られ」、「大して重要なものではなく、便宜的な図法にすぎない」などとされていたが、十六目方眼を基準とした規則性が指摘された。4ページに渡ってポルトレイチュールが続く。 |  |
|                                      | 39                                   | 20                                   | 半円とコンパス、円と六つの点、五重の円弧とゲージ（枠内下）二重のアーチとゲージ、（右上の枠）祭室平面、（その下の枠）スケアと迫石 （中上段、左から）円と直系および半径、窓平面とスケア、切石とスケア （中段、左から）橋の架構図、大小の正方形、杭と定木 （中上段、左から）正方形をなして配置された石、正方形と内接正方形、円とゲージ、二円とゲージ （下段、左から）窓平面と迫石                                | このページを含む以降の3ページではヴィラールと「マスター2」による図柄に、「マスター2」による説明文が添えられている。石工事に関連する知識が示されるが、意味の分からない説明や不可能と見られる方法も存在する。 これらの図のうち中段の「大小の正方形」は特筆される。修道院の回廊を作成するための方法であるが、外側の正方形は内側のそれの面積の2倍であることを示唆する。これは正方形の対角線の長さを一辺とするもう一つの正方形が、先の正方形の2倍の面積を持つという性質を知っていたことを表わす。 1486年に出版されたロリツァー（ロリッツァ）の文献にはこのヴィラールが示した正方形の性質を「石工の秘密を明らかにする」として説明している。13世紀末以降、この知識は秘伝としてギルド内で扱われていたようである。 |  |
|                                      | 40                                   | 20                                   | 要石の割り出し法、円柱径の測定法、円と要石、要石の図、渦巻線 （中段、左から）正方形と十字、迫石と目盛、塔と目盛 （下段左）二連アーチと柱、（下段人物と右端の塔）測定器と塔、二本の柱と棒 | 正方形に斜めに十字が入っているものは破れ目地積みするための断面である。これを互い違いに重ねていく。 塔の高さを測っている人物の図において測定器というのは人物の前に置いてある直角二等辺三角形の器具で、ちょうど斜辺の延長に塔の頂上を目視できる地点から塔までの距離がそのまま塔の高さと等しくなることを示したものである。 |  |
|                                      | 41                                   | 21                                   | 方形平面と天井リブ、ナシの木と定規 （中段、左から）未完成の五芒星形、迫石と糸、要石とゲージ （下段、左から）起拱石の形、リブ断面、アーチ作図 | 天井に架けるリブの設計図はラシュスの指摘によれば不完全である。ナシの図も意味が分からない。 未完成の五芒星形は、長く言及されることがなかったが、藤本の解釈によれば、五芒星形のようなものを直角定規で描くための手法であるという |  |
|                                      | 42                                   | 21                                   | 運命の輪 図なしの説明文 ｘ2 | 図のない説明文は「マスター3」による筆で、「パテかスタッコのようなものの製法」と、脱毛剤の作成方法が記述されている。 |  |
|                                      | 43                                   | 22                                   | 腰かけている裸の男、立っている裸の男、木の葉模様の顔 | |  |
|                                      | 44                                   | 22                                   | 自動のこぎり、大弓 （中段、左から）錘による時計装置、ウインチ （下段）ワシと時計装置 | 自動のこぎりは水車の回転を利用して材木を押し、かつのこぎりを動かすというもの。 |  |
|                                      | 45                                   | 23                                   | 水中の杭切り装置、車輪の輻 （下段、右から）梁組、家の軸組と支柱 | 実用性の疑われる杭切り装置と、車軸の組み方、木工事の方法が示されている。左下の図は傾いた柱を、4本のてこを利用してもどそうとしている図。 |  |
|                                      | 46                                   | 23                                   | うずくまる人物、馬にまたがろうとする騎士 | ハーンローザーが紫外線照射で見出した文字列が隠されており、それによれば「オヌクールの祖父モンゴニー卿」と15世紀のフェリビアン家の者によって説明文が加筆されている。 |  |
|                                      | 47                                   | 24                                   | 二匹の犬を連れた男と鎖につながれたライオン、右にライオンの顔 | ヴィラールの説明書によればライオンの調教方法である。ライオンが命令を聞かないときに代わりに犬をむちで打つと恐れて言うことを聞くようになる、ということであるが機嫌が悪い時には通用しないとも書かれている。ヴィラールは実際にこの情景を見て描いたとしているが、ライオンの造形は写実的とはいえずライオン自体は彫刻などを写したのではないかと考えられている。 |  |
|                                      | 48                                   | 24                                   | ライオン （左下）ヤマアラシ | このライオンも「図案化の要素が強い」と指摘される。 |  |
|                                      | 49                                   | 25                                   | 腰かけている人物 | 説明文はないが、ヨセフまたはピラトではないかと考えられている。 |  |
|                                      | 50                                   | 25                                   | 円盤を持つひげの人物、二人の兵士 | |  |
|                                      | 51                                   | 26                                   | とまり木の二羽の鳥 （下段）犬を躍らせている男女の芸人 | 鳥はオウムかタカとされるが、藤本は#図版27のタカと比較してオウムではないかとしている。 どこかの地で見た芸人を描いたものと考えられる。左の男が使っている楽器はヴィオラの前身とされるヴィエールという。 |  |
|                                      | 52                                   | 26                                   | ライオンと闘う男達 | 描かれる古代風の服装から、昔の書物か装飾を写したものと考えられている。 |  |
|                                      | 53                                   | 27                                   | ライオンと闘う男、二人の殉教者と二人の首切り役人 | 殉教者は聖コスマスと聖ダミアヌスであるとヴィラールは説明文で述べている。双子の兄弟でともに医者であったとされ、布教活動をしたために捕縛、処刑されたと伝わっている。 |  |
|                                      | 54                                   | 27                                   | （左半分）長いすの仕切板と妻板図案、（右半分）人物立像 | 長いすの装飾は類似のものが#図版57にもある。上下さかさまになっている立像は、預言者か何かの図ではないかと考えられている。 |  |
|                                      | 55                                   | 28                                   | 二人の人物立像 使徒と預言者 | |  |
|                                      | 56                                   | 28                                   | むちうたれるキリスト、およびピラトの前へ引き立てられるキリスト | 衣服のひだは簡略化されている。光背のような点や顔の表情は「後世のまずい加筆」と考えられている。 |  |
|                                      | 57                                   | 29                                   | 長いすの唐草模様 | #図版54のアップグレード版と見られる。 |  |
|                                      | 58                                   | 29                                   | クラミスを着けた男 | クラミスを着けたこの男はメルキュールを示すと考えられている。 |  |
|                                      | 59                                   | 30                                   | 大型投石機 | ヴィラールの説明文によればトレビュシェットの台座である。別のページに立面図や錘の図があったことを示唆する説明文もあるが現存していない。図の下方が投擲方向で、上方には投石機の腕を引き下げるための綱が見える。 右はヴィオレ・ル・デュクによる復元図。 |  |
|                                      | 60                                   | 30                                   | ランス中央祭室内観図 | ランス大聖堂（#図版20でも窓が描かれていた）の後陣に配置された放射状祭室の中央の祭室内観と外観である。現物とは差異が多数指摘される。 右は現在の外観。 |  |
|                                      | 61                                   | 31                                   | ランス中央祭室外観図 | ランス大聖堂（#図版20でも窓が描かれていた）の後陣に配置された放射状祭室の中央の祭室内観と外観である。現物とは差異が多数指摘される。 右は現在の外観。 |  |
|                                      | 62                                   | 31                                   | ランス身廊の内外立面図 | 左が外観で右に内観が描かれている。この図も現物と比較して大分異同が指摘される。 |  |
|                                      | 63                                   | 32                                   | ランス大聖堂の交差部の柱断面、同じく側廊の壁柱断面 （中段、左から）同身廊柱断面、同じく放射状祭室の間仕切り壁端につく柱の断面 （下段）各部断面の型 | 下段に描かれた断面図はそれぞれ符号がついており、#図版60などにも対応する箇所に符号がつけられている。 |  |
|                                      | 64                                   | 32                                   | ランス大聖堂アプスの壁断面 | #図版60および#図版61の解説でしめした放射状祭室の外観にフライング・バットレスが見えるが、これとその控え柱の断面を示した図である。つまりこの図版の下部は放射状祭室の屋根であると見ればよい。この図も現物との差異が多々指摘される。 |  |
|                                      | 65                                   | 33                                   | （右記解説参照） | 図柄はなく、説明文のみで構成されたページである。上のほうは傷に効果がある「水薬」の作り方と手当ての方法が記述され、下のほうは花の色を保存するための方法が記述されている。ともに実際の効果は不明であるが、当時の技術者が専門外の知識も備えていたことを示唆する。 |  |
|                                      | 66                                   | 33                                   | （右記解説参照） | 15世紀における『画帖』の所有者の一人、「J・マンセル」の署名と「この書には四一葉が含まれる」と記されている。この時点から8葉が落丁して現在に至っていることが分かる。 |  |